# 南郑区
33°0′N 106°56′E / 33.000°N 106.933°E

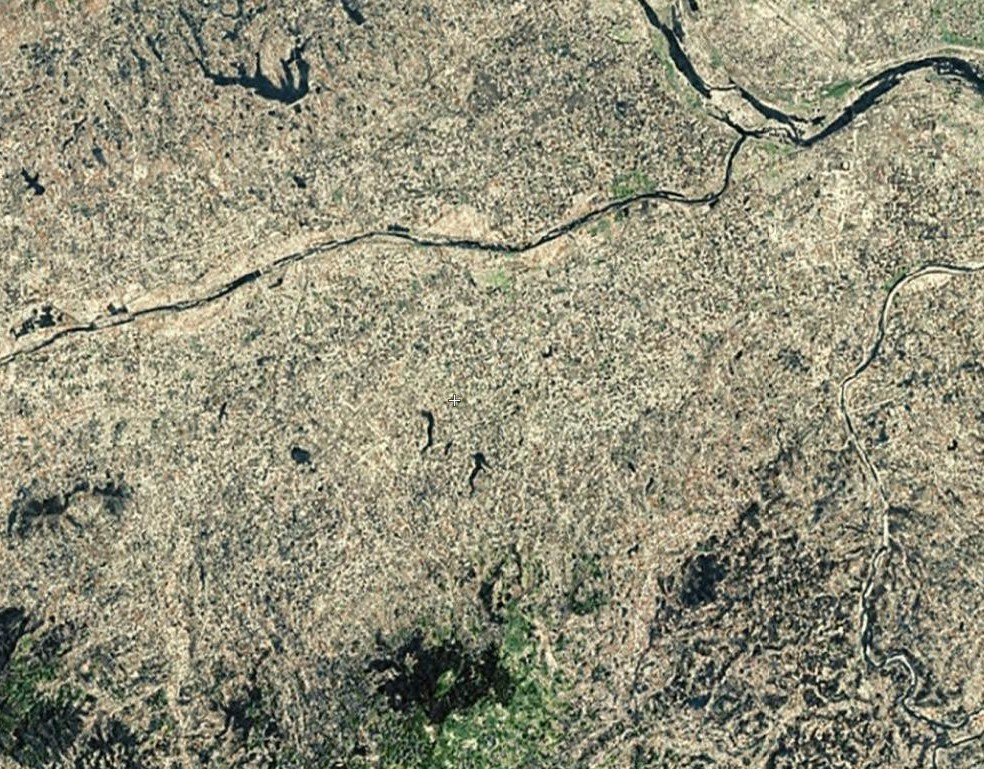
南郑区卫星示意图

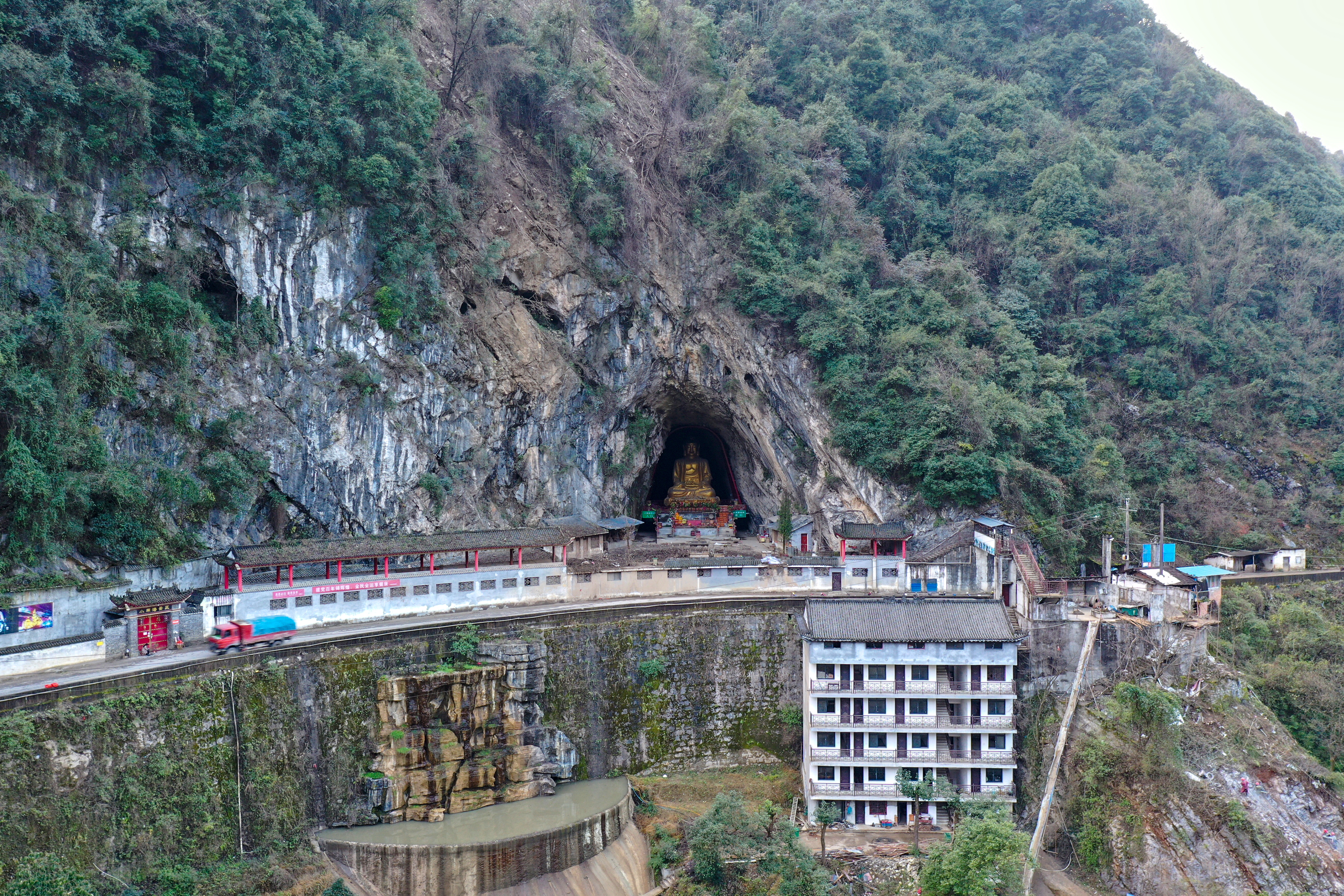
小南海大佛洞，一处天然溶洞，属于汉中天坑群自然群落的一部分

南郑区是陕西省汉中市下辖的一个市辖区。位于汉水流域，南接四川，北与汉中市汉台区隔江相望。前身是南郑县。区域总面积为2,809.04平方公里。

## 历史
战国时期置县。前451年秦国筑南郑城。秦亡後，項羽分封十八路諸侯，刘邦为汉王，以南郑为都城。东汉光武帝建武六年（公元30年），李通等大破延岑于西城，公孙述败走，光武帝乃将汉中郡迁治南郑。从此，南郑便成为汉中附属郭县。汉末张鲁在此建立政权将近30年。之后南郑几属梁州、汉中。漢韓信曾一度潦倒於此，曹魏張郃曾一度料敵於此，蜀漢魏延曾一度封國於此。
2017年9月28日，南郑县撤县设区，汉中市南郑区正式挂牌。

## 人口
2020年末，汉中市第七次全国人口普查主要数据公报显示：南郑区常住人口为466244人。男性人口占比50.09%，女性人口占比49.91%，年龄结构中0-14岁占比16.68%，15-59岁占比58.17%，60岁以上占比25.14%，65岁以上占比18.21%。

## 行政区划
南郑区下辖2个街道办事处、20个镇：
汉山街道、中所营街道、圣水镇、大河坎镇、协税镇、梁山镇、阳春镇、高台镇、新集镇、濂水镇、黄官镇、青树镇、红庙镇、牟家坝镇、法镇、湘水镇、小南海镇、碑坝镇、黎坪镇、福成镇、两河镇和胡家营镇。